# Rogersville (Alabama)
Rogersville é uma cidade  localizada no estado americano de Alabama, no Condado de Lauderdale.

## Demografia
Segundo o censo americano de 2000, a sua população era de 1199 habitantes.
Em 2006, foi estimada uma população de 1191, um decréscimo de 8 (-0.7%).

## Geografia
De acordo com o United States Census Bureau, a localidade tem uma área de 8,0 km², sem área coberta por água. Rogersville localiza-se a aproximadamente 176 m acima do nível do mar.

## Localidades na vizinhança
O diagrama seguinte representa as localidades num raio de 24 km ao redor de Rogersville.